# Scenopinidae
Scenopinidae Westwood, 1840, è una famiglia cosmopolita di Insetti dell'ordine dei Ditteri (Brachycera: Asiloidea), comprendente oltre 400 specie. Sono noti, in inglese, con il nome comune di window flies ("mosche della finestra"). Questa denominazione fa riferimento al comportamento particolare degli adulti di Scenopinus fenestralis, le cui larve si sviluppano spesso in ambienti domestici e gli adulti sfarfallati tendono a posarsi generalmente sulle finestre all'interno delle abitazioni.

## Descrizione
Gli adulti sono insetti di piccole dimensioni, in genere con corpo lungo non più di 5 mm, glabro o moderatamente villoso e con livrea nerastra.
Il capo è oloptico nella maggior parte dei maschi, dicoptico nelle femmine, provvisto di tre ocelli. Le antenne sono composte da tre articoli, con flagello lungo e provvisto di una piccola resta. L'apparato boccale è di tipo succhiante, con labbro inferiore molto breve, carnoso all'apice, e palpi mascellari 1-2 segmentati.
Il torace è moderatamente convesso, con mesoscuto provvisto di setole nei Proratinae. Le zampe sono brevi ed hanno tarsi privi di arolio e di empodio. Le ali sono ripiegate sull'addome, in fase di riposo, e reciprocamente sovrapposte.
L'addome è ampio, cilindrico o appiattito, composto da sette uriti apparenti nel maschio e da otto nelle femmine.
La nervatura alare differisce sostanzialmente da quella dei Therevidae per il numero di ramificazioni della media, ridotte a 2 o 3 e da quella dei Bombyliidae per la morfologia più semplice del sistema radiale. Nella maggior parte della famiglia, la costa si interrompe nell'apice dell'ala, in corrispondenza della terminazione di R5 o di M1. Fa eccezione il genere Caenotus, nel quale si estende per l'intero margine.
La radio si divide in quattro rami, con R2+3 indivisa. L'intero sistema radiale si posiziona in corrispondenza della metà anteriore dell'ala, senza oltrepassare l'asse che congiunge la base con l'apice. R1 e R2+3 sono relativamente brevi e confluiscono sul margine costale a breve distanza fra loro. R4 termina sul margine costale, R5 termina prima dell'apice dell'ala o, in alcuni generi, in corrispondenza dell'apice (es., ma R5 può anche confluire sull'apice (Cyrtosarthe, Pseudatrichia).
La media si suddivide in due o tre rami. M1 è sempre presente e in genere si dirige in avanti confluendo sul margine prima o in corrispondenza dell'apice dell'ala (es. Scenopinus, Prepseudatrichia, Caenotinae, Proratinae); nella maggior parte dei generi degli Scenopininae, confluisce su R5, chiudendo la prima cellula posteriore, mentre in Cyrtosarthe confluisce sul margine posteriore; in alcune specie australiane, appartenenti ai generi Scenopinus e Rekiella, infine, M1 è incompleta e non raggiunge il margine. M2 manca nella generalità degli Scenopininae, mentre è presente nei Proratinae, in Cyrtosarthe e in Caenotus e confluisce sul margine posteriore. In questi generi, la biforcazione M1+2 coincide con il vertice anteriore distale della cellula discale oppure è collocata in posizione distale rispetto alla cellula. M3 è assente in tutta la famiglia, M4 è sempre presente, ma in Seguyia è incompleta e non raggiunge il margine.
La cubito e l'anale convergono su un ramo terminale comune che, a differenza della maggior parte dei Brachiceri inferiori, è marcatamente lungo.
| Tipo Scenopinus | Tipo Pseudatrichia |
| Schemi di nervature alari ricorrenti nella sottofamiglia Scenopininae Nervature longitudinali: C: costa; Sc: subcosta; R: radio; M: media; Cu: cubito; A: anale. Nervature trasversali: h: omerale; r-m: radio-mediale; m-cu: medio-cubitale. Cellule: d: discale; br: 1ª basale; bm: 2ª basale; r1: marginale; r3: 1ª submarginale; r4: 2ª submarginale; r5: 1ª posteriore; cup: cellula cup. |                    |

La conformazione delle cellule è strettamente dipendente dalla morfologia della venulazione: la cellula marginale è molto stretta e si apre con le submarginali sul margine costale; la prima posteriore è relativamente lunga e si dispone longitudinalmente nella zona centrale della regione remigante, aprendosi in corrispondenza dell'apice dell'ala. La cellula discale ha una forma pentagonale o apparentemente quadrangolare negli Scenopininae per l'assenza della vena M2 e la prima basale è in generale molto più lunga della seconda in subordine allo sviluppo in lunghezza della discale e alla posizione della vena radio-mediale.

## Biologia
In genere le larve degli Scenopinidae colonizzano i suoli sabbiosi di ambienti aridi o le lettiere e si nutrono predando altri artropodi terricoli. Frequentemente possono però trovarsi, sempre come predatrici, anche in altri habitat, come il legno e altri substrati organici in decomposizione, le tane e i nidi di mammiferi e uccelli e, talvolta, gli ambienti domestici. Quest'ultima abitudine, derivata da un adattamento secondario all'antropizzazione, è frequente in alcune specie del genere Scenopinus. In questo caso le larve predano gli insetti infestanti degli indumenti (tarme), delle derrate alimentari (larve di tignole e coleotteri), del legno (tarli) o anche zooparassiti associati all'uomo o agli animali domestici, come gli acari della polvere e le pulci.
Gli adulti hanno un regime dietetico glicifago e si nutrono di nettare e melata.

## Sistematica e filogenesi
Dal punto di vista filogenetico, gli Scenopinidae sono correlati alla famiglia dei Therevidae e si collocano perciò nel clade dei Terevoidi. Per quanto le conoscenze siano ancora in corso di sviluppo, la famiglia si identificherebbe in un clade monofiletico posizionato come linea disgiunta dai Therevidae sensu stricto dopo la disgiunzione degli Apsilocephalidae e della specie Evocoa chilensis.
In passato, la famiglia degli Scenopinidae si identificava con l'attuale sottofamiglia degli Scenopininae, mentre gli altri generi allora conosciuti erano classificati in differenti posizioni sistematiche, subendo, nel corso della storia, alcuni spostamenti. Prorates fu descritto e classificato da MELANDER (1906) fra gli Empididae e Caenotus fu descritto e classificato da COLE (1923) fra i Therevidae. Successivamente, MELANDER (1928) spostò i due generi nei Bombyliidae, all'interno della sottofamiglia Heterotropinae. Nella stessa sottofamiglia, HALL (1972) classificò il genere Caenotoides. EVENHUIS (1991) spostò alcuni Prorates nel nuovo genere Alloxytropus, descrisse la sottofamiglia Proratinae, nell'ambito sempre dei Bombyliidae, e vi spostò i generi Alloxytropus, Caenotoides, Caenotus e Prorates, includendovi anche il genere Apystomyia. L'anno successivo, YEATES (1992) propose una significativa revisione, spostando l'intera sottofamiglia, ad eccezione del genere Apystomyia, nella famiglia degli Scenopinidae, definendovi le sottofamiglie Caenotinae e Proratinae e collocandovi rispettivamente Caenotus nella prima e gli altri generi nella seconda. NAGATOMI et al. (1994) supportarono le precedenti revisioni e inclusero fra i Proratinae due generi di nuova descrizione, Acaenotus e Jackhallia. In tempi più recenti, infine, WINTERTON & METZ (2005) hanno descritto il nuovo genere Cyrtosarthe; avendo tuttavia caratteri intermedi fra i Proratinae e i Caenotinae, il genere trova collocazione nella famiglia come incertae sedis.
Alla luce delle recenti revisioni, la sistematica interna degli Scenopinidae comprende tre sottofamiglie, in cui si distribuiscono 24 generi, e un ulteriore genere incertae sedis. Nel complesso sono descritte oltre 420 specie, in gran parte appartenenti alla sottofamiglia degli Scenopininae:
- Sottofamiglia Caenotinae. Generi: Caenotus.
- Sottofamiglia Proratinae. Generi: Acaenotus, Alloxytropus, Caenotoides, Jackhallia, Prorates.
- Sottofamiglia Scenopininae. Generi: Belosta, Brevitrichia, Caenoneura, Heteromphrale, Irwiniana, Metatrichia, Neopseudatrichia, Paramonova, Paratrichia, Prepseudatrichia, Propebrevitrichia, Prorarites, Pseudatrichia, Pseudomphrale, Riekiella, Scenopinus, Seguya, Stenomphrale.
- Incertae sedis. Generi: Cyrtosarthe.

Si conosce una sola specie fossile, Metatrichia pria, risalente al Cenozoico

## Distribuzione
La famiglia, pur avendo un limitato numero di specie, è cosmopolita ed è presente in tutte le regioni zoogeografiche del pianeta, con un maggior grado di biodiversità nelle regioni aride o semiaride della fascia temperata calda e dei tropici.
Per la maggior parte della famiglia, le singole specie hanno areali piuttosto circoscritti, ma quattro specie associate agli ambienti antropici sono diventate cosmopolite attraverso lo scambio di merci. Si tratta di Scenopinus fenestralis e Scenopinus glabifrons, di origine europea, Scenopinus lucidus, di origine africana, e Scenopinus papuanus, di origine indomalesiana-australasiana.
In Europa sono presenti due soli generi, Caenoneura, con una sola specie segnalata in Spagna, e Scenopinus, rappresentato in varie regioni, dal Mediterraneo alla Scandinavia, alla Russia.
In Italia sono segnalate quattro specie, tutte appartenenti al genere Scenopinus: oltre ai cosmopoliti Scenopinus fenestralis (assente in Sardegna) e Scenopinus glabrifrons (assente nel Nord Italia), sono segnalati anche Scenopinus albicinctus e Scenopinus niger.